# Pierre Gittard
Pierre Gittard est un architecte français et ingénieur du roi, né en 1665 et mort à Lille le 5 juin 1746.
Il est le fils de Daniel Gittard. Il s'est marié en 1687 à Catherine Lucie Richard, fille du concierge du château de Chantilly dont il a eu trois enfants.

## Biographie
Pierre Gittard est écuyer. Il est reçu dans le corps du génie en 1690, capitaine au régiment de Navare en 1694. Il a été fait chevalier de l'ordre royal et militaire de Saint-Louis en 1703.
Il a été reçu membre de l'Académie royale d'architecture en 1699.
Il est nommé ingénieur en chef des fortifications de Philippeville en 1712.
Il a travaillé avec son père à la conduite des travaux de l'église Saint-Sulpice. En 1719, il a donné les plans du portail sud. Il a collaboré avec Gilles-Marie Oppenord. Daniel Gittard était l'architecte préféré du Grand Condé qui lui avait confié la réalisation de la salle des États au palais des ducs de Bourgogne à Dijon, en 1682. Pierre Gittard a participé à ces travaux au début du XVIIIe siècle.
Il est nommé commandant pour le roi au fort Saint-Sauveur de Lille, en 1722, puis ingénieur en chef et directeur des fortifications des villes et citadelle de Lille en 1738 où il meurt.